# Альд Мануцій
Альд Пій Мануцій Старший (італ. Aldo Manuzio, лат. Aldus Pius Manutius, 1450, Бассіано — 6 лютого 1515, Венеція) — італійський видавець та типограф, винахідник курсиву, крапки з комою й сучасного вигляду коми, вчений-гуманіст епохи Відродження.
Мануцій найбільше відомий виданням древньогрецьких авторів (Аристотеля, Арістофана, Софокла, Геродота, Платона тощо). Рукописи проходили ретельну підготовку. При створенні Мануцієм у 1500 р. «Нової Академії» тридцять провідних учених обговорювали кожен твір для видання з метою максимального відтворення оригінального тексту.
Вчений також відомий виданням книжок малого формату (ін-октаво), надрукованих чітким і щільним шрифтом (курсивом).

## Біографія
Альд Мануцій народився в 1450 (за деякими даними у 1449) році в невеликому містечку Басіано неподалік від Риму. У 15 років він вступив до університету у Римі на факультет мистецтв. 1470 року вивчав грецьку мову у Феррарському університеті, після чого виховував дітей герцога Капрійського, який і забезпечив Мануція коштами для відкриття власної друкарні. 1479 року він, нарешті, зміг зайнятися видавничою справою. Переїхавши у Венецію, тогочасний центр друкарства, Альд Мануцій заснував в 1494 році власне видавництво Aldine Press і почав публікувати праці грецьких, латинських і італійських класиків. Він першим в Італії став друкувати грецьких авторів, що принесло йому чималий комерційний успіх. Серед видань друкарні Мануція книги Арістотеля, Аристофана, Геродота, Демосфена та Софокла. Грецькі шрифти, які Мануцій розробив спеціально для видання давньогрецьких авторів, були неакуратні. Свою першу латинську друкарську касу Мануцій створив в 1497 році спеціально для книги «Про Етну» кардинала Бембо (сучасні шрифти на цій основі так і називаються). Ця гарнітура була набагато якісніша попередніх шрифтів і відразу ж стала еталоном традиційного латинського шрифту.
В 1501 році в Aldine Press Мануцій уперше в історії типографіки почав використовувати італізовані шрифти (курсив). Найперший курсивний шрифт був створений на основі почерку переписувачів з Папської канцелярії. І хоча ці перші італізовані шрифти були досить низької якості, саму ідею Мануція високо оцінили не лише його сучасники. Мануцій також придумав свою власну видавничу марку, щоб відгородити себе від підробок з боку численних конкурентів. На ній зображувався якір, навколо якого оповився дельфін. Марка була видрукувана на всіх каталогах із цінами на продукцію його друкарні.
Альд Мануцій помер в 1515 році у своєму будинку у Венеції. Його справу успадкували син Паоло, онук Альд Молодший і тесть Андреа Торрезано; видавництво Aldine Press проіснувало ще близько ста років. Спадкоємці Мануція випустили майже тисячу різних видань для заможних покупців. Тиражі цих книг були невеликі (в середньому по 250 екземплярів), бо вони відрізнялися дорогою обробкою.

## Інновації
Мануцій хотів створити формат книг ін-октаво таким чином, аби їх легко можна було носити в кишені чоловічого верхнього одягу або в сумці. Ці довгі вузькі libri portatiles із каталогу 1503 року були прообразами сучасних книжок кишенькового формату. Альдинське видання Opera Вергілія (1501) було першим твором у цьому форматі. У своєму вступному листі до П'єтро Бембо в виданні Вергілія 1514 року Альд написав: «Я запозичив маленький розмір, ідею кишенькової книги, у вашій бібліотеці, точніше в бібліотеці вашого люб'язного батька».
Мануцій створив такий тип шрифту як курсив, на право ексклюзивного використання якого протягом багатьох років отримав патент, хоча честь винаходу слід було б приписати не йому, а виробнику шрифтів Франческо Гриффо. Усі його шрифти були вирізані Гриффо, пуансоністом, який створив перший латинський шрифт на основі вивчення класичних римських великих літер. Однак, Мануцій використовував курсив не для того, щоб виділяти слова, як ми це робимо зараз, а через вузьку й містку форму букв, що дозволяло економніше використовувати простір аркуша (більше слів на сторінці, менше сторінок, менші витрати на видання) для видання книг малого формату.
Мануцій вважається також першим друкарем, який застосував крапку з комою. 1566 року його онук, Альд Мануцій Молодший, видав першу книгу про принципи пунктуації — Orthographiae Ratio.